# Amastus deformis
Amastus deformis là một loài bướm đêm thuộc phân họ Arctiinae, họ Erebidae.